# Oscar/Bester Nebendarsteller
Mit dem Oscar für den besten Nebendarsteller werden die Leistungen von Schauspielern in Nebenrollen gewürdigt.
| Statistik              | Statistik |
| ---------------------- | --- |
| Dreifacher Preisträger | Walter Brennan |
| Zweifacher Preisträger | Anthony Quinn, Peter Ustinov, Jason Robards, Melvyn Douglas, Michael Caine, Christoph Waltz, Mahershala Ali |
| Viermalige Nominierung | Walter Brennan, Claude Rains, Arthur Kennedy, Jack Nicholson, Robert Duvall, Al Pacino, Mark Ruffalo |
| Dreimalige Nominierung | Charles Coburn, Charles Bickford, Peter Ustinov, Gig Young, Jason Robards, Jack Palance, Gene Hackman, Martin Landau, Jeff Bridges, Ed Harris, Tommy Lee Jones, Philip Seymour Hoffman, Willem Dafoe, Christopher Plummer, Joe Pesci, Robert De Niro, Edward Norton |

In unten stehender Tabelle sind die Filme nach dem Jahr der Verleihung gelistet.

## 1937–1940
| Jahr | Preisträger                      | für den Film                | Nominierungen |
| ---- | -------------------------------- | --------------------------- | --- |
| 1937 | Walter Brennan (1. Auszeichnung) | Nimm, was du kriegen kannst | Mischa Auer für Mein Mann Godfrey Stuart Erwin für Der springende Punkt Basil Rathbone für Romeo und Julia Akim Tamiroff für Der General starb im Morgengrauen                    |
| 1938 | Joseph Schildkraut               | Das Leben des Emile Zola    | Ralph Bellamy für Die schreckliche Wahrheit Thomas Mitchell für … dann kam der Orkan H. B. Warner für In den Fesseln von Shangri-La Roland Young für Topper – Das blonde Gespenst |
| 1939 | Walter Brennan (2. Auszeichnung) | Die goldene Peitsche        | John Garfield für Vater dirigiert Gene Lockhart für Algiers Robert Morley für Marie-Antoinette Basil Rathbone für Wenn ich König wär                                              |
| 1940 | Thomas Mitchell                  | Ringo                       | Brian Aherne für Juarez Harry Carey für Mr. Smith geht nach Washington Brian Donlevy für Drei Fremdenlegionäre Claude Rains für Mr. Smith geht nach Washington                    |

## 1941–1950
| Jahr | Preisträger                      | für den Film                    | Nominierungen |
| ---- | -------------------------------- | ------------------------------- | --- |
| 1941 | Walter Brennan (3. Auszeichnung) | Der Westerner                   | Albert Bassermann für Der Auslandskorrespondent William Gargan für They Knew What They Wanted Jack Oakie für Der große Diktator James Stephenson für Das Geheimnis von Malampur |
| 1942 | Donald Crisp                     | Schlagende Wetter               | Walter Brennan für Sergeant York Charles Coburn für Mary und der Millionär James Gleason für Urlaub vom Himmel Sydney Greenstreet für Die Spur des Falken                       |
| 1943 | Van Heflin                       | Der Tote lebt                   | William Bendix für Wake Island Walter Huston für Yankee Doodle Dandy Frank Morgan für Tortilla Flat Henry Travers für Mrs. Miniver                                              |
| 1944 | Charles Coburn                   | Immer mehr, immer fröhlicher    | Charles Bickford für Das Lied von Bernadette J. Carrol Naish für Sahara Claude Rains für Casablanca Akim Tamiroff für Wem die Stunde schlägt                                    |
| 1945 | Barry Fitzgerald                 | Der Weg zum Glück               | Hume Cronyn für Das siebte Kreuz Claude Rains für Das Leben der Mrs. Skeffington Clifton Webb für Laura Monty Woolley für Als du Abschied nahmst                                |
| 1946 | James Dunn                       | Ein Baum wächst in Brooklyn     | Michael Tschechow für Ich kämpfe um dich John Dall für Das grüne Korn Robert Mitchum für Schlachtgewitter am Monte Cassino J. Carrol Naish für A Medal for Benny                |
| 1947 | Harold Russell                   | Die besten Jahre unseres Lebens | Charles Coburn für Das Vermächtnis William Demarest für Der Jazzsänger Claude Rains für Berüchtigt Clifton Webb für Auf Messers Schneide                                        |
| 1948 | Edmund Gwenn                     | Das Wunder von Manhattan        | Charles Bickford für Die Farmerstochter Thomas Gomez für Reite auf dem rosa Pferd Robert Ryan für Im Kreuzfeuer Richard Widmark für Der Todeskuß                                |
| 1949 | Walter Huston                    | Der Schatz der Sierra Madre     | Charles Bickford für Schweigende Lippen José Ferrer für Johanna von Orleans Oskar Homolka für Geheimnis der Mutter Cecil Kellaway für The Luck of the Irish                     |
| 1950 | Dean Jagger                      | Der Kommandeur                  | John Ireland für Der Mann, der herrschen wollte Arthur Kennedy für Zwischen Frauen und Seilen Ralph Richardson für Die Erbin James Whitmore für Kesselschlacht                  |

## 1951–1960
| Jahr | Preisträger                     | für den Film                                 | Nominierungen |
| ---- | ------------------------------- | -------------------------------------------- | --- |
| 1951 | George Sanders                  | Alles über Eva                               | Jeff Chandler für Der gebrochene Pfeil Edmund Gwenn für Mister 880 Sam Jaffe für Asphalt-Dschungel Erich von Stroheim für Boulevard der Dämmerung                        |
| 1952 | Karl Malden                     | Endstation Sehnsucht                         | Leo Genn für Quo vadis? Kevin McCarthy für Der Tod eines Handlungsreisenden Peter Ustinov für Quo vadis? Gig Young für Come Fill the Cup                                 |
| 1953 | Anthony Quinn (1. Auszeichnung) | Viva Zapata!                                 | Richard Burton für Meine Cousine Rachel Arthur Hunnicutt für The Big Sky – Der weite Himmel Victor McLaglen für Der Sieger Jack Palance für Maskierte Herzen             |
| 1954 | Frank Sinatra                   | Verdammt in alle Ewigkeit                    | Eddie Albert für Ein Herz und eine Krone Brandon De Wilde für Mein großer Freund Shane Jack Palance für Mein großer Freund Shane Robert Strauss für Stalag 17            |
| 1955 | Edmond O’Brien                  | Die barfüßige Gräfin                         | Lee J. Cobb für Die Faust im Nacken Karl Malden für Die Faust im Nacken Rod Steiger für Die Faust im Nacken Tom Tully für Die Caine war ihr Schicksal                    |
| 1956 | Jack Lemmon                     | Keine Zeit für Heldentum                     | Arthur Kennedy für Das Komplott Joe Mantell für Marty Sal Mineo für … denn sie wissen nicht, was sie tun Arthur O’Connell für Picknick                                   |
| 1957 | Anthony Quinn (2. Auszeichnung) | Vincent van Gogh – Ein Leben in Leidenschaft | Don Murray für Bus Stop Anthony Perkins für Lockende Versuchung Mickey Rooney für Ein Fetzen Leben Robert Stack für In den Wind geschrieben                              |
| 1958 | Red Buttons                     | Sayonara                                     | Vittorio De Sica für In einem anderen Land Sessue Hayakawa für Die Brücke am Kwai Arthur Kennedy für Glut unter der Asche Russ Tamblyn für Glut unter der Asche          |
| 1959 | Burl Ives                       | Weites Land                                  | Theodore Bikel für Flucht in Ketten Lee J. Cobb für Die Brüder Karamasow Arthur Kennedy für Verdammt sind sie alle Gig Young für Reporter der Liebe                      |
| 1960 | Hugh Griffith                   | Ben Hur                                      | Arthur O’Connell für Anatomie eines Mordes George C. Scott für Anatomie eines Mordes Robert Vaughn für Der Mann aus Philadelphia Ed Wynn für Das Tagebuch der Anne Frank |

## 1961–1970
| Jahr | Preisträger                      | für den Film                         | Nominierungen |
| ---- | -------------------------------- | ------------------------------------ | --- |
| 1961 | Peter Ustinov (1. Auszeichnung)  | Spartacus                            | Peter Falk für Unterwelt Jack Kruschen für Das Appartement Sal Mineo für Exodus Chill Wills für Alamo                                                                             |
| 1962 | George Chakiris                  | West Side Story                      | Montgomery Clift für Urteil von Nürnberg Peter Falk für Die unteren Zehntausend Jackie Gleason für Haie der Großstadt George C. Scott für Haie der Großstadt                      |
| 1963 | Ed Begley                        | Süßer Vogel Jugend                   | Victor Buono für Was geschah wirklich mit Baby Jane? Telly Savalas für Der Gefangene von Alcatraz Omar Sharif für Lawrence von Arabien Terence Stamp für Die Verdammten der Meere |
| 1964 | Melvyn Douglas (1. Auszeichnung) | Der Wildeste unter Tausend           | Nick Adams für Rufmord Bobby Darin für Captain Newman Hugh Griffith für Tom Jones – Zwischen Bett und Galgen John Huston für Der Kardinal                                         |
| 1965 | Peter Ustinov (2. Auszeichnung)  | Topkapi                              | John Gielgud für Becket Stanley Holloway für My Fair Lady Edmond O’Brien für Sieben Tage im Mai Lee Tracy für Der Kandidat                                                        |
| 1966 | Martin Balsam                    | Tausend Clowns                       | Ian Bannen für Der Flug des Phoenix Tom Courtenay für Doktor Schiwago Michael Dunn für Das Narrenschiff Frank Finlay für Othello                                                  |
| 1967 | Walter Matthau                   | Der Glückspilz                       | Makoto Iwamatsu für Kanonenboot am Yangtse-Kiang James Mason für Georgy Girl George Segal für Wer hat Angst vor Virginia Woolf? Robert Shaw für Ein Mann zu jeder Jahreszeit      |
| 1968 | George Kennedy                   | Der Unbeugsame                       | John Cassavetes für Das dreckige Dutzend Gene Hackman für Bonnie und Clyde Cecil Kellaway für Rat mal, wer zum Essen kommt Michael J. Pollard für Bonnie und Clyde                |
| 1969 | Jack Albertson                   | Rosen für die Lady                   | Seymour Cassel für Gesichter Daniel Massey für Star! Jack Wild für Oliver Gene Wilder für Frühling für Hitler                                                                     |
| 1970 | Gig Young                        | Nur Pferden gibt man den Gnadenschuß | Rupert Crosse für Der Gauner Elliott Gould für Bob & Carol & Ted & Alice Jack Nicholson für Easy Rider Anthony Quayle für Königin für tausend Tage                                |

## 1971–1980
| Jahr | Preisträger                      | für den Film              | Nominierungen |
| ---- | -------------------------------- | ------------------------- | --- |
| 1971 | John Mills                       | Ryans Tochter             | Richard S. Castellano für Liebhaber und andere Fremde Dan George für Little Big Man Gene Hackman für Kein Lied für meinen Vater John Marley für Love Story                     |
| 1972 | Ben Johnson                      | Die letzte Vorstellung    | Jeff Bridges für Die letzte Vorstellung Leonard Frey für Anatevka Richard Jaeckel für Sie möchten Giganten sein Roy Scheider für Brennpunkt Brooklyn                           |
| 1973 | Joel Grey                        | Cabaret                   | Eddie Albert für Pferdewechsel in der Hochzeitsnacht James Caan für Der Pate Robert Duvall für Der Pate Al Pacino für Der Pate                                                 |
| 1974 | John Houseman                    | Zeit der Prüfungen        | Vincent Gardenia für Das letzte Spiel Jack Gilford für Save the Tiger Jason Anthony Miller für Der Exorzist Randy Quaid für Das letzte Kommando                                |
| 1975 | Robert De Niro                   | Der Pate – Teil II        | Fred Astaire für Flammendes Inferno Jeff Bridges für Die Letzten beißen die Hunde Michael V. Gazzo für Der Pate – Teil II Lee Strasberg für Der Pate – Teil II                 |
| 1976 | George Burns                     | Die Sunny Boys            | Brad Dourif für Einer flog über das Kuckucksnest Burgess Meredith für Der Tag der Heuschrecke Chris Sarandon für Hundstage Jack Warden für Shampoo                             |
| 1977 | Jason Robards (1. Auszeichnung)  | Die Unbestechlichen       | Ned Beatty für Network Burgess Meredith für Rocky Laurence Olivier für Der Marathon-Mann Burt Young für Rocky                                                                  |
| 1978 | Jason Robards (2. Auszeichnung)  | Julia                     | Mikhail Baryshnikov für Am Wendepunkt Peter Firth für Equus – Blinde Pferde Alec Guinness für Krieg der Sterne Maximilian Schell für Julia                                     |
| 1979 | Christopher Walken               | Die durch die Hölle gehen | Bruce Dern für Coming Home – Sie kehren heim Richard Farnsworth für Eine Farm in Montana John Hurt für 12 Uhr nachts – Midnight Express Jack Warden für Der Himmel soll warten |
| 1980 | Melvyn Douglas (2. Auszeichnung) | Willkommen Mr. Chance     | Robert Duvall für Apocalypse Now Frederic Forrest für The Rose Justin Henry für Kramer gegen Kramer Mickey Rooney für Der schwarze Hengst                                      |

## 1981–1990
| Jahr | Preisträger                     | für den Film                           | Nominierungen |
| ---- | ------------------------------- | -------------------------------------- | --- |
| 1981 | Timothy Hutton                  | Eine ganz normale Familie              | Judd Hirsch für Eine ganz normale Familie Michael O’Keefe für Der große Santini Joe Pesci für Wie ein wilder Stier Jason Robards für Melvin und Howard                                                         |
| 1982 | John Gielgud                    | Arthur – Kein Kind von Traurigkeit     | James Coco für Mrs. Hines und Tochter Ian Holm für Die Stunde des Siegers Jack Nicholson für Reds Howard E. Rollins junior für Ragtime                                                                         |
| 1983 | Louis Gossett Jr.               | Ein Offizier und Gentleman             | Charles Durning für Das schönste Freudenhaus in Texas John Lithgow für Garp und wie er die Welt sah James Mason für The Verdict – Die Wahrheit und nichts als die Wahrheit Robert Preston für Victor/Victoria  |
| 1984 | Jack Nicholson                  | Zeit der Zärtlichkeit                  | Charles Durning für Sein oder Nichtsein John Lithgow für Zeit der Zärtlichkeit Sam Shepard für Der Stoff, aus dem die Helden sind Rip Torn für Cross Creek                                                     |
| 1985 | Haing S. Ngor                   | The Killing Fields – Schreiendes Land  | Adolph Caesar für Sergeant Waters – Eine Soldatengeschichte John Malkovich für Ein Platz im Herzen Pat Morita für Karate Kid Ralph Richardson (posthum) für Greystoke – Die Legende von Tarzan, Herr der Affen |
| 1986 | Don Ameche                      | Cocoon                                 | Klaus Maria Brandauer für Jenseits von Afrika William Hickey für Die Ehre der Prizzis Robert Loggia für Das Messer Eric Roberts für Runaway Train                                                              |
| 1987 | Michael Caine (1. Auszeichnung) | Hannah und ihre Schwestern             | Tom Berenger für Platoon Willem Dafoe für Platoon Denholm Elliott für Zimmer mit Aussicht Dennis Hopper für Freiwurf                                                                                           |
| 1988 | Sean Connery                    | The Untouchables – Die Unbestechlichen | Albert Brooks für Nachrichtenfieber – Broadcast News Morgan Freeman für Glitzernder Asphalt Vincent Gardenia für Mondsüchtig Denzel Washington für Schrei nach Freiheit                                        |
| 1989 | Kevin Kline                     | Ein Fisch namens Wanda                 | Alec Guinness für Klein Dorrit Martin Landau für Tucker River Phoenix für Die Flucht ins Ungewisse Dean Stockwell für Die Mafiosi-Braut                                                                        |
| 1990 | Denzel Washington               | Glory                                  | Danny Aiello für Do the Right Thing Dan Aykroyd für Miss Daisy und ihr Chauffeur Marlon Brando für Weiße Zeit der Dürre Martin Landau für Verbrechen und andere Kleinigkeiten                                  |

## 1991–2000
| Jahr | Preisträger                     | für den Film                              | Nominierungen |
| ---- | ------------------------------- | ----------------------------------------- | --- |
| 1991 | Joe Pesci                       | GoodFellas – Drei Jahrzehnte in der Mafia | Bruce Davison für Freundschaft fürs Leben Andy García für Der Pate III Graham Greene für Der mit dem Wolf tanzt Al Pacino für Dick Tracy                                                        |
| 1992 | Jack Palance                    | City Slickers – Die Großstadt-Helden      | Tommy Lee Jones für JFK – Tatort Dallas Harvey Keitel für Bugsy Ben Kingsley für Bugsy Michael Lerner für Barton Fink                                                                           |
| 1993 | Gene Hackman                    | Erbarmungslos                             | Jaye Davidson für The Crying Game Jack Nicholson für Eine Frage der Ehre Al Pacino für Glengarry Glen Ross David Paymer für Der letzte Komödiant – Mr. Saturday Night                           |
| 1994 | Tommy Lee Jones                 | Auf der Flucht                            | Leonardo DiCaprio für Gilbert Grape – Irgendwo in Iowa Ralph Fiennes für Schindlers Liste John Malkovich für In the Line of Fire – Die zweite Chance Pete Postlethwaite für Im Namen des Vaters |
| 1995 | Martin Landau                   | Ed Wood                                   | Samuel L. Jackson für Pulp Fiction Chazz Palminteri für Bullets Over Broadway Paul Scofield für Quiz Show Gary Sinise für Forrest Gump                                                          |
| 1996 | Kevin Spacey                    | Die üblichen Verdächtigen                 | James Cromwell für Ein Schweinchen namens Babe Ed Harris für Apollo 13 Brad Pitt für 12 Monkeys Tim Roth für Rob Roy                                                                            |
| 1997 | Cuba Gooding junior             | Jerry Maguire – Spiel des Lebens          | William H. Macy für Fargo Armin Mueller-Stahl für Shine – Der Weg ins Licht Edward Norton für Zwielicht James Woods für Das Attentat                                                            |
| 1998 | Robin Williams                  | Good Will Hunting                         | Robert Forster für Jackie Brown Anthony Hopkins für Amistad Greg Kinnear für Besser geht’s nicht Burt Reynolds für Boogie Nights                                                                |
| 1999 | James Coburn                    | Der Gejagte                               | Robert Duvall für Zivilprozess Ed Harris für Die Truman Show Geoffrey Rush für Shakespeare in Love Billy Bob Thornton für Ein einfacher Plan                                                    |
| 2000 | Michael Caine (2. Auszeichnung) | Gottes Werk & Teufels Beitrag             | Tom Cruise für Magnolia Michael Clarke Duncan für The Green Mile Jude Law für Der talentierte Mr. Ripley Haley Joel Osment für The Sixth Sense                                                  |

## 2001–2010
| Jahr | Preisträger                          | für den Film                  | Nominierungen |
| ---- | ------------------------------------ | ----------------------------- | --- |
| 2001 | Benicio del Toro                     | Traffic – Macht des Kartells  | Jeff Bridges für Rufmord – Jenseits der Moral Willem Dafoe für Shadow of the Vampire Albert Finney für Erin Brockovich Joaquin Phoenix für Gladiator                                                    |
| 2002 | Jim Broadbent                        | Iris                          | Ethan Hawke für Training Day Ben Kingsley für Sexy Beast Ian McKellen für Der Herr der Ringe: Die Gefährten Jon Voight für Ali                                                                          |
| 2003 | Chris Cooper                         | Adaption – Der Orchideen-Dieb | Ed Harris für The Hours – Von Ewigkeit zu Ewigkeit Paul Newman für Road to Perdition John C. Reilly für Chicago Christopher Walken für Catch Me If You Can                                              |
| 2004 | Tim Robbins                          | Mystic River                  | Alec Baldwin für The Cooler – Alles auf Liebe Benicio del Toro für 21 Gramm Djimon Hounsou für In America Ken Watanabe für Last Samurai                                                                 |
| 2005 | Morgan Freeman                       | Million Dollar Baby           | Alan Alda für Aviator Thomas Haden Church für Sideways Jamie Foxx für Collateral Clive Owen für Hautnah                                                                                                 |
| 2006 | George Clooney                       | Syriana                       | Matt Dillon für L.A. Crash Paul Giamatti für Das Comeback Jake Gyllenhaal für Brokeback Mountain William Hurt für A History of Violence                                                                 |
| 2007 | Alan Arkin                           | Little Miss Sunshine          | Jackie Earle Haley für Little Children Djimon Hounsou für Blood Diamond Eddie Murphy für Dreamgirls Mark Wahlberg für Departed – Unter Feinden                                                          |
| 2008 | Javier Bardem                        | No Country for Old Men        | Casey Affleck für Die Ermordung des Jesse James durch den Feigling Robert Ford Philip Seymour Hoffman für Der Krieg des Charlie Wilson Hal Holbrook für Into the Wild Tom Wilkinson für Michael Clayton |
| 2009 | Heath Ledger (Posthume Auszeichnung) | The Dark Knight               | Josh Brolin für Milk Robert Downey Jr. für Tropic Thunder Philip Seymour Hoffman für Glaubensfrage Michael Shannon für Zeiten des Aufruhrs                                                              |
| 2010 | Christoph Waltz (1. Auszeichnung)    | Inglourious Basterds          | Matt Damon für Invictus – Unbezwungen Woody Harrelson für The Messenger – Die letzte Nachricht Christopher Plummer für Ein russischer Sommer Stanley Tucci für In meinem Himmel                         |

## 2011–2020
| Jahr | Preisträger                       | für den Film                              | Nominierungen |
| ---- | --------------------------------- | ----------------------------------------- | --- |
| 2011 | Christian Bale                    | The Fighter                               | John Hawkes für Winter’s Bone Jeremy Renner für The Town – Stadt ohne Gnade Mark Ruffalo für The Kids Are All Right Geoffrey Rush für The King’s Speech                                                      |
| 2012 | Christopher Plummer               | Beginners                                 | Kenneth Branagh für My Week with Marilyn Jonah Hill für Die Kunst zu gewinnen – Moneyball Nick Nolte für Warrior Max von Sydow für Extrem laut & unglaublich nah                                             |
| 2013 | Christoph Waltz (2. Auszeichnung) | Django Unchained                          | Alan Arkin für Argo Robert De Niro für Silver Linings Philip Seymour Hoffman für The Master Tommy Lee Jones für Lincoln                                                                                      |
| 2014 | Jared Leto                        | Dallas Buyers Club                        | Barkhad Abdi für Captain Phillips Bradley Cooper für American Hustle Michael Fassbender für 12 Years a Slave Jonah Hill für The Wolf of Wall Street                                                          |
| 2015 | J. K. Simmons                     | Whiplash                                  | Robert Duvall für Der Richter – Recht oder Ehre Ethan Hawke für Boyhood Edward Norton für Birdman oder (Die unverhoffte Macht der Ahnungslosigkeit) Mark Ruffalo für Foxcatcher                              |
| 2016 | Mark Rylance                      | Bridge of Spies – Der Unterhändler        | Christian Bale für The Big Short Tom Hardy für The Revenant – Der Rückkehrer Mark Ruffalo für Spotlight Sylvester Stallone für Creed – Rocky’s Legacy                                                        |
| 2017 | Mahershala Ali (1. Auszeichnung)  | Moonlight                                 | Jeff Bridges für Hell or High Water Lucas Hedges für Manchester by the Sea Dev Patel für Lion – Der lange Weg nach Hause Michael Shannon für Nocturnal Animals                                               |
| 2018 | Sam Rockwell                      | Three Billboards Outside Ebbing, Missouri | Willem Dafoe für The Florida Project Woody Harrelson für Three Billboards Outside Ebbing, Missouri Richard Jenkins für Shape of Water – Das Flüstern des Wassers Christopher Plummer für Alles Geld der Welt |
| 2019 | Mahershala Ali (2. Auszeichnung)  | Green Book – Eine besondere Freundschaft  | Adam Driver für BlacKkKlansman Sam Elliott für A Star Is Born Richard E. Grant für Can You Ever Forgive Me? Sam Rockwell für Vice – Der zweite Mann                                                          |
| 2020 | Brad Pitt                         | Once Upon a Time in Hollywood             | Tom Hanks für Der wunderbare Mr. Rogers Anthony Hopkins für Die zwei Päpste Al Pacino für The Irishman Joe Pesci für The Irishman                                                                            |

## 2021–2030
| Jahr | Preisträger       | für den Film                      | Nominierungen |
| ---- | ----------------- | --------------------------------- | --- |
| 2021 | Daniel Kaluuya    | Judas and the Black Messiah       | Sacha Baron Cohen für The Trial of the Chicago 7 Leslie Odom Jr. für One Night in Miami Paul Raci für Sound of Metal Lakeith Stanfield für Judas and the Black Messiah |
| 2022 | Troy Kotsur       | Coda                              | Ciarán Hinds für Belfast Jesse Plemons für The Power of the Dog J. K. Simmons für Being the Ricardos Kodi Smit-McPhee für The Power of the Dog                         |
| 2023 | Ke Huy Quan       | Everything Everywhere All at Once | Brendan Gleeson für The Banshees of Inisherin Brian Tyree Henry für Causeway Judd Hirsch für Die Fabelmans Barry Keoghan für The Banshees of Inisherin                 |
| 2024 | Robert Downey Jr. | Oppenheimer                       | Sterling K. Brown für Amerikanische Fiktion Robert De Niro für Killers of the Flower Moon Ryan Gosling für Barbie Mark Ruffalo für Poor Things                         |
| 2025 | Kieran Culkin     | A Real Pain                       | Juri Borissow für Anora Edward Norton für Like A Complete Unknown Guy Pearce für Der Brutalist Jeremy Strong für The Apprentice – The Trump Story                      |